# 卡爾森崖
卡爾森崖（英語：Karlsen Cliffs），是南極洲的山崖，位於葛拉漢地的斯諾希爾島東北部，處於斯帕斯半島西北岸，由英國南極名稱諮詢委員會命名，現時由南極條約體系管理。